# Segelflugzeugführerabzeichen

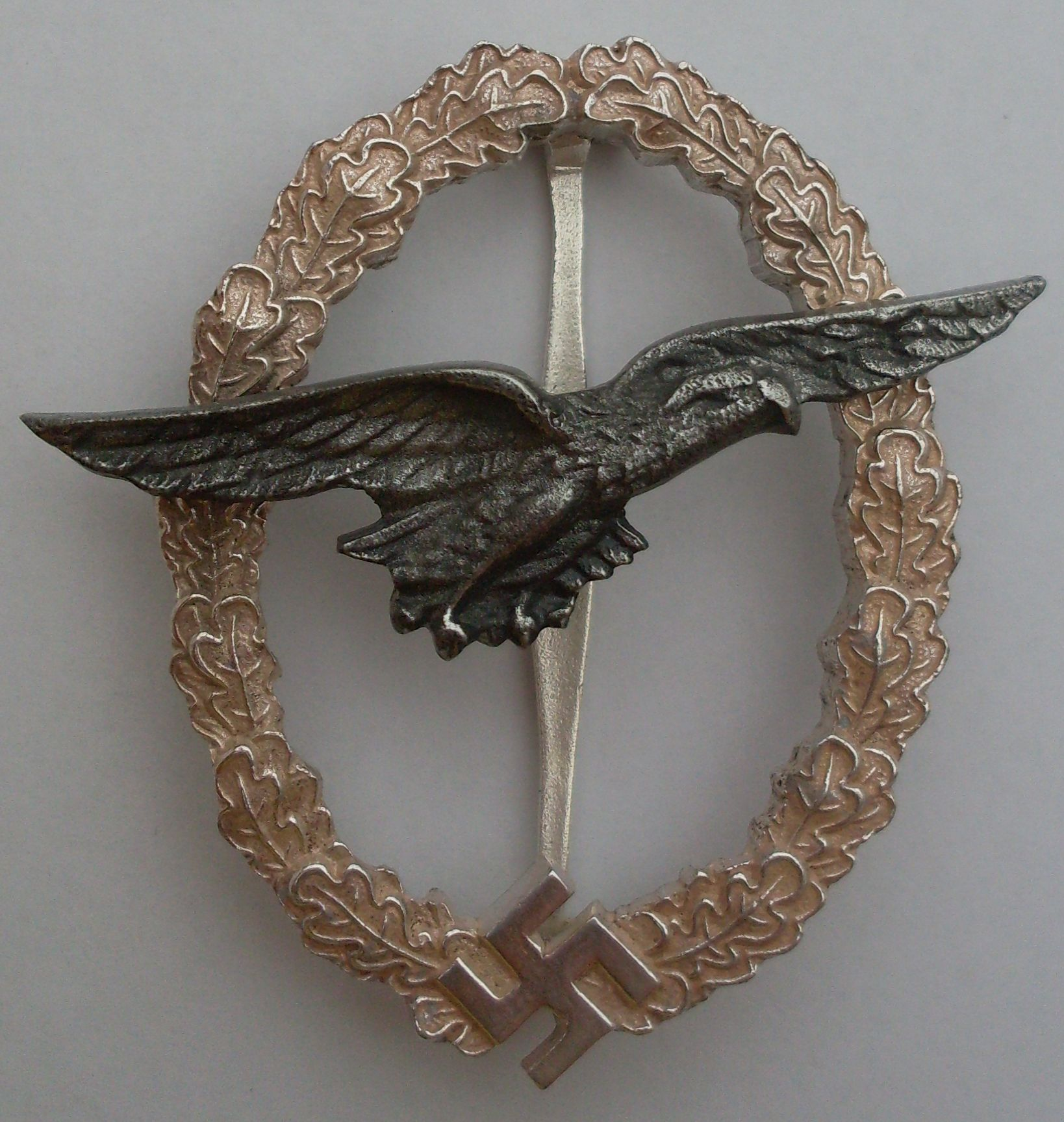
Das Segelflugzeugführerabzeichen in seiner stiftungsmäßigen Ausführung

Darstellung des Segelflugzeugführerabzeichens in der 57er Version

Das Segelfliegerabzeichen wurde am 16. Dezember 1940 durch den Reichsminister der Luftfahrt und Oberbefehlshaber der Luftwaffe Hermann Göring gestiftet und konnte an Angehörige der Luftwaffe verliehen werden, die sich nach dem Erwerb des Segelflugzeugführerscheins L entsprechend bewährt und ausgezeichnet hatten. Es gehört zu den seltensten Tätigkeitsabzeichen der Luftwaffe.

## Vorgeschichte
Der ursprüngliche Gedanke zur Schaffung eines Tätigkeitsabzeichens für Lastenseglerpiloten ging von der 7. Flieger-Division (einer Luftlandeeinheit) unter dem Kommando von Generalleutnant Richard Putzier aus. Das Reichsluftfahrtministerium unter der Leitung von Generalfeldmarschall Erhard Milch forderte daraufhin die 7. Flieger-Division auf, mehrere Entwürfe einzureichen, was in der Folge auch geschah. Nachdem Göring den umzusetzenden Entwurf des Grafikers Wilhelm Ernst Peekhaus gebilligt hatte, fertigte die Firma C.E. Junker aus Berlin ein erstes Probemuster an und nur wenig später im Herbst 1940 begann die Produktion des Segelflugzeugführerabzeichens, welches dann am 16. Dezember 1940 auch gestiftet wurde.

## Stiftungsinhalt
Das Luftwaffen-Segelflugzeugführerabzeichen konnte nur an aktive Soldaten verliehen werden, auch wenn sich diese im Beurlaubungsstand befanden und die entsprechende Bewährung sowie den Erwerb des Segelflugzeugführerschein L vorweisen konnten. Das Gleiche galt auch bei Beamten sowie den Angehörigen des Ingenieur- und Nautikerkorps, wenn sie Soldaten im Beurlaubungsstand waren. War der Beliehene mindestens vier Jahre im Besitz des Segelflugzeugführerabzeichens (oder eines anderen Luftwaffenabzeichens) und schied ehrenvoll aus dem Dienst der Luftwaffe aus, so bekam er an Stelle dessen das Flieger-Erinnerungsabzeichen verliehen, bei Ausscheiden durch unverschuldete Unglücksfälle entsprechend eher.

### Aussehen
Das hochovale Abzeichen ist aus einem dichten Kranz aus Eichenblättern gebildet, welches eine Höhe von etwa 55 mm und eine Breite von rund 42 mm aufweist und besteht aus versilbertem Feinzink oder Buntmetall. Auf dem Eichenkranz liegt ein nach links fliegender oxydierter Adler auf, der das Gleiten und Schweben eines Lastenseglers symbolisieren soll. Rückseitig ist dieser mit zwei Nieten mit dem Kranz verbunden. Der Adler selber hat dabei eine Flügelspannweite von 53 mm bei einer Höhe von rund 15 mm. Im unteren Schnittpunkt des Kranzes ist das Hakenkreuz zu sehen. Offizielle Hersteller waren die Firmen C.E. Juncker in Berlin und Gebrüder Schneider in Wien. Daneben gab es noch eine Variante eines unbekannten Herstellers mit einem größeren, wuchtigen Adler aus der Zeit vor 1942.

### Trageweise
In den ersten Jahren seiner Stiftung durfte das Segelflugzeugführerabzeichen nur als militärisches Ehrenzeichen zur Uniform der Wehrmacht (Luftwaffe) oder zur Uniform des Nationalsozialistischen Fliegerkorps als Steckabzeichen auf der linken Brustseite getragen werden, bei einer etwaigen Verleihung des Eisernen Kreuzes unter diesem. Es durfte auch gleichberechtigt neben einem Fliegerabzeichen des Weltkrieges 1914/18 getragen werden. Allerdings war das Tragen des Segelflugzeugführerabzeichens neben einem anderen Tätigkeitsabzeichen der Luftwaffe, ausgenommen das Fallschirmschützenabzeichen der Luftwaffe, nicht gestattet. Im Übrigen war das Tragen des Abzeichens zur bürgerlichen Kleidung, auch als Miniatur, unter Strafe verboten. Neben dem Abzeichen aus Metall gab es auch eine gestickte Ausführung, welche aber am 8. Mai 1942 eingestellt und nicht mehr ausgegeben wurde. Ab dem 29. November 1943 durfte das Abzeichen dann auch zu allen Parteiuniformen der NSDAP getragen werden.

## Preise
Das Abzeichen in Metall kostete rund 5 Reichsmark, maschinengestickt 0,90 RM und die handgestickte Version 7,50 RM.

## Sonstiges
Laut dem Gesetz über Titel, Orden und Ehrenzeichen vom 26. Juli 1957 ist das Tragen von Auszeichnungen aus der Zeit des Nationalsozialismus in der Bundesrepublik Deutschland nur ohne nationalsozialistische Embleme gestattet.